# Stazione di Morano sul Po
La stazione di Morano sul Po è una stazione ferroviaria posta sulla linea Chivasso-Alessandria. Serve il centro abitato di Morano sul Po.

## Storia
La stazione venne attivata il 30 aprile 1887, all'apertura della linea da Chivasso a Casale.